# Énergie à Malte

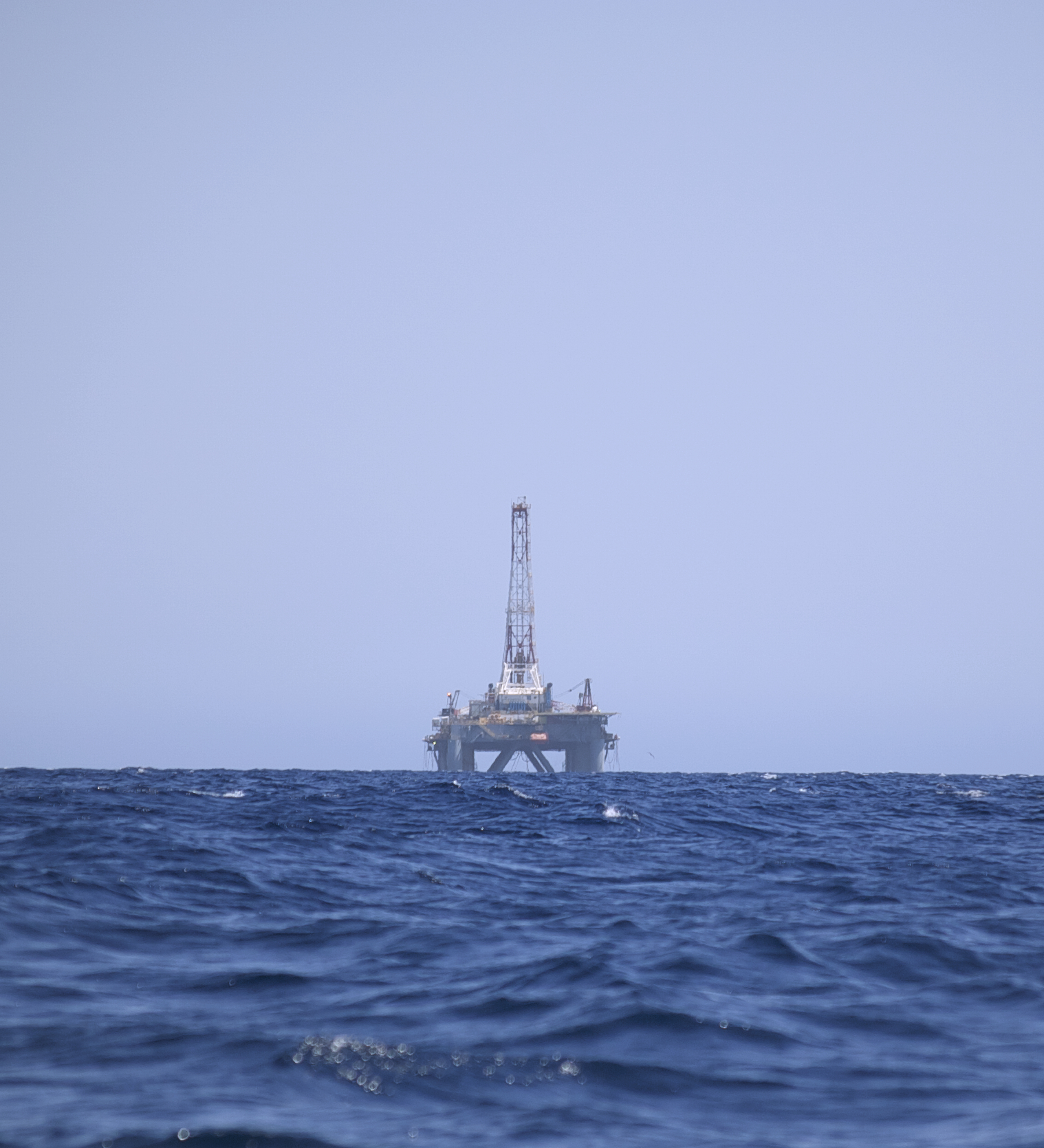
Une plate-forme pétrolière près de blue grotto, à Malte.

Le secteur de l'énergie à Malte est dépendant pratiquement à 100 % d'une seule source d'énergie, le pétrole, qui est importé.

## Hydrocarbures

### Exploration dans les eaux de Malte
Si Malte ne possède actuellement aucune production et aucune réserve d'hydrocarbures, ses eaux sont riveraines de zones présentant quelques réserves connues, aussi bien du côté tunisien qu'au large de la Sicile. Pour cette raison, des efforts d'exploration pétrolière ont été menés dans les eaux territoriales maltaises. Un total de onze puits offshores et deux puits sur l'île elle-même ont été forés de 1959 à 2014, la plupart secs, mais certains montrant des traces de pétrole ou de gaz, sans être des gisements commercialement exploitables,.

### Importations et consommation de pétrole
Le pays ne possédant aucune raffinerie de pétrole, il importe entièrement son pétrole sous forme de carburants raffinés. Une caractéristique du marché pétrolier local est la prédominance dans la consommation du fioul lourd. La consommation en 2013 se répartit comme suit selon l'IEA :
- 1,674 million de tonnes de fioul lourd (soit environ 30 700 barils/jours), utilisé pour le ravitaillement des navires (deux tiers, Malte étant un port important) et la production d'électricité (un tiers) ;
- 453 000 tonnes de gazole (environ 9 300 barils/jours), utilisé pour les navires, les transports terrestres et la production d'électricité ;
- 113 000 tonnes de kérosène (environ 2 400 barils/jours) pour l'aviation ;
- 73 000 tonnes d'essence (environ 1 700 barils/jours) pour les automobiles ;
- 22 000 tonnes de GPL pour les automobiles.

### Gaz naturel liquéfié
La mise en service d'un terminal méthanier flottant d'importation de gaz naturel liquéfié dans la baie de Marsaxlokk, en janvier 2017, a profondément changé le mix énergétique de ce petit pays : le gaz naturel, qui n'était pas disponible jusque là, est devenu une source d'énergie capitale.

## Secteur électrique
Le monopole électrique du pays est Enemalta plc. Sa principale unité de production est la centrale Delimara à Marsaxlokk, qui comprend des chaudières à vapeur, une unité à cycle combiné, et 8 diesels récents. Sa capacité est de 450 MW. Cette centrale brûlait des carburants pétroliers jusqu'en 2017. L'arrivée du terminal d'importation de GNL a permis de la convertir à ce carburant, le fioul restant une solution d'appoint. En avril 2015, une interconnexion électrique avec la Sicile (a) été mise en service, permettant d'importer 200 MW d'électricité d'Italie. La centrale Marsa à Grand Harbour avait une capacité de 150 MW. Cette centrale à flamme, au fioul lourd, datait de 1953, son démantèlement a été achevé en 2018.

## Énergies renouvelables
En 2015, l'usage des énergies renouvelables à Malte n'est que de 4,7 % de la demande d'énergie primaire. C'est le deuxième chiffre le plus bas de l'Union européenne, très loin de l'objectif de 10 % en 2020 fixé dans le cadre de la Directive 2009/28/EC. L'usage des énergies renouvelables est également peu diversifié et se limite presque entièrement au photovoltaïque.